# Viladasens
Viladasens – gmina w Hiszpanii, w prowincji Girona, w Katalonii, o powierzchni 15,64 km². W 2011 roku gmina liczyła 208 mieszkańców.